# Nightcliff
Nightcliff är en del av en befolkad plats i Australien. Den ligger i kommunen Darwin och territoriet Northern Territory, nära territoriets huvudstad Darwin. Antalet invånare är 3 357.
Runt Nightcliff är det ganska glesbefolkat, med 29 invånare per kvadratkilometer.. Närmaste större samhälle är Darwin, nära Nightcliff. 
Omgivningarna runt Nightcliff är huvudsakligen savann. Savannklimat råder i trakten. Genomsnittlig årsnederbörd är 1 801 millimeter. Den regnigaste månaden är januari, med i genomsnitt 507 mm nederbörd, och den torraste är augusti, med 1 mm nederbörd.